# 雄淵
雄淵（おんぶち）は、徳島県上勝町にある関ヶ谷川に懸かる滝。下流の雌淵（めんぶち）と合わせて雄淵・雌淵とも称される。

## 地理
古くから「おん渕」「めん渕」の名称で語り継がれ、藤川谷川の支流である関ヶ谷川にあり、灌頂ヶ滝の下側に位置している。
雄淵は上流に位置し、水の落差もあり、渕も深く大きい。少し前まで夏の時期にはウナギの幼魚が、流れの緩やかな岩面を上流に昇っていた情景があった。
雌淵は下流に位置し、落差、渕も雄淵に比べ小さく優しさが感じられることが名前の由来であるといわれる。古老によれば勝浦川のアユがこの渕まで自然そ上して来た時は農作物が豊作になる年であると言われてきた。

## 交通
- 徳島自動車道「徳島インターチェンジ」より車で約60分。